# Charles de Broqueville
Conte Charles de Broqueville (Postel, 4 dicembre 1860 – Bruxelles, 5 settembre 1940) è stato un nobile e politico belga.

## Biografia
Di famiglia nobile, dopo aver ricevuto una educazione privata in cui ebbe un ruolo importante l'abate Simon, futuro cappellano di corte, sposò nel 1885 Berthe d'Huart, nipote del senatore Jules Malou, grazie alla quale allargò considerevolmente il suo ambito di influenza.
A 25 anni entrò a far parte del consiglio comunale di Mol; nel 1886 divenne membro del consiglio provinciale di Anversa e dal 1892 fu il rappresentante del partito cattolico per l'arrondissement di Turnhout alla Camera, posizione che mantenne fino al giugno 1919. Divenne quindi senatore della provincia di Namur e sénateur coopté dal 1925 al 1936.
Tra il 1910 e il 1934 svolse a più riprese il ruolo di ministro; il suo primo incarico fu alle Ferrovie (settembre 1910). Fu capo di gabinetto dal 17 giugno 1911 al 1º giugno 1918 e Capo del governo e ministro della Difesa nazionale dal 22 ottobre 1932 al 20 novembre 1934. Fu inoltre ministro degli Affari esteri, dell'Interno, dell'Agricoltura, delle Scienze e delle Arti ad interim. Fu Ministre d'État nel 1918.

## Posizioni politiche
De Broqueville fu leader del Partito Cattolico belga. Nel 1914, quando divenne chiaro che la Germania non intendeva rispettare la neutralità del Belgio, coordinò gli sforzi di mobilitazione del paese in vista della guerra.
Nonostante la mobilitazione, rifiutò la proposta del re Alberto I di schierare l'esercito lungo la frontiera tedesca, preferendo una disposizione strategica sull'intero territorio. Riconobbe che il supporto al paese in tempo di guerra era legato al mantenimento di una posizione di potenza neutrale ed al rifiuto di compiere atti provocatori.
Dopo l'invasione tedesca del Belgio nel 1914, il governo belga fu costretto all'esilio a Le Havre. De Broqueville si oppose al re sulla questione della neutralità, il che impedì la stipula di un accordo a pieno titolo con le forze alleate.
L'opposizione del re indebolì in modo rilevante la posizione di de Broqueville all'interno del gabinetto da lui presieduto e lo spinse alle dimissioni da ministro degli Esteri nel gennaio 1918 e da Capo di gabinetto nel maggio dello stesso anno, dopo la sfiducia del proprio partito.